# Castre de Borneiro

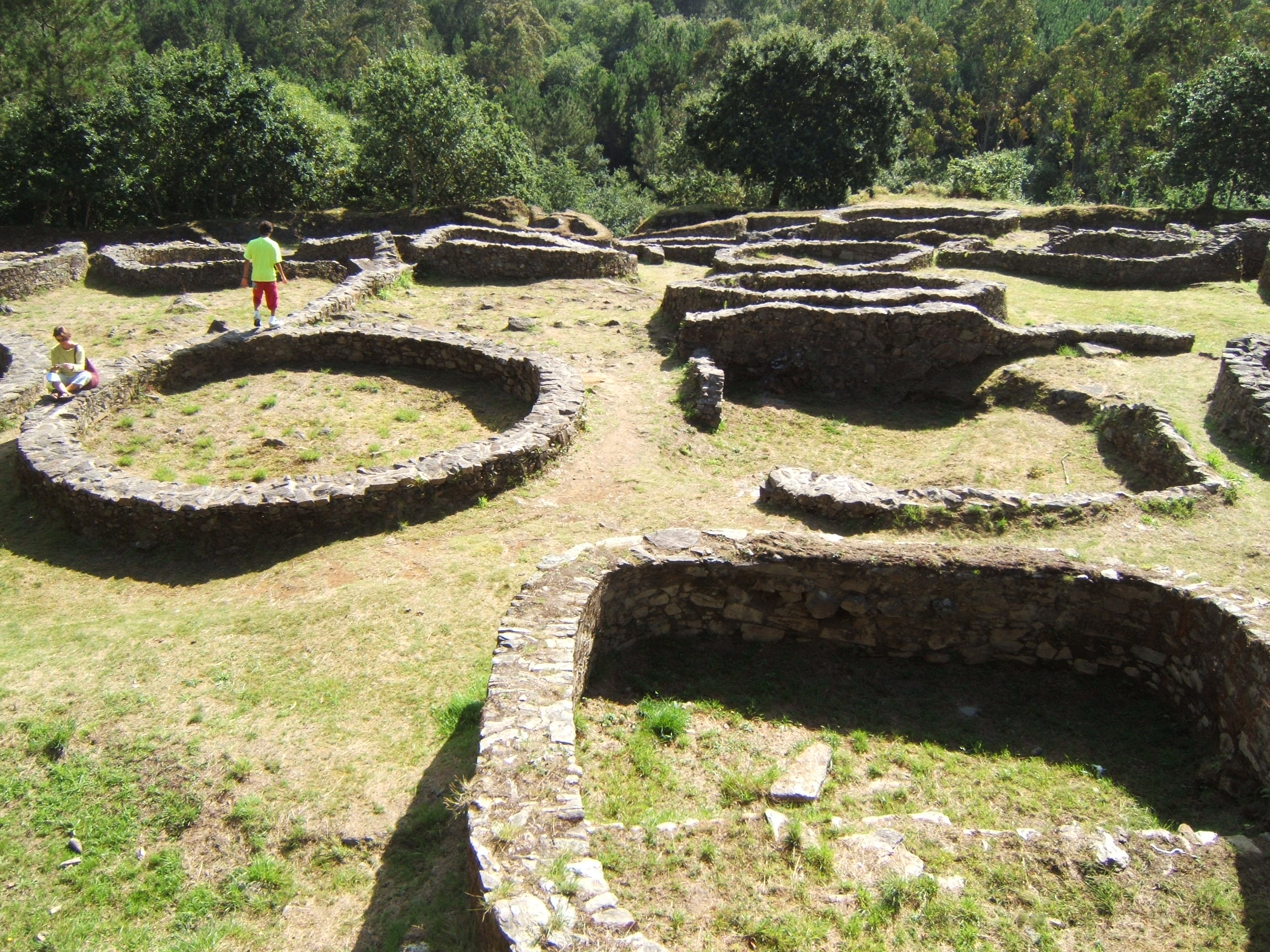
Vista del castre de Borneiro

El castre de Borneiro és un jaciment arqueològic de Galícia i un exemple de la cultura dels castres de finals de l'edat del ferro. Ha estat objecte de diverses obres d'excavació i reforma per habilitar-ne les visites. La seua imatge és coneguda perquè ha aparegut en llibres de text.

## Situació
Està situat a Castro (A Cibdá), pertanyent a la parròquia de Borneiro, municipi de Cabana de Bergantiños (La Corunya). Queda a 500 metres de la carretera AC430, que connecta As Grelas i Baio.

## Descripció
Va ser el primer castre gallec a ser científicament datat amb el mètode del carboni 14. Estigué habitat entre els segles IV i I ae, sense haver-s'hi observat signes de romanització. Està situat en un vessant orientat a l'est, al costat d'un rierol, a una altura de 200 metres.
Després de ser descobert el 1924 per Isidro Parga Pondal i Pérez Bustamante, les excavacions van començar-hi als anys trenta dirigides per Sebastián González García-Paz, i se'n van reprendre en els anys setanta amb Jorge Juan Eiroa. En els anys vuitanta s'hi realitzaren treballs més escrupolosos, sota el guiatge d'Ana Romero Masiá. S'hi trobaren molts fragments de ceràmica indígena, urnes de bronze i ferro, murs de pedra, motlles de fosa, grans de vidre, etc., actualment exposats al Museu Arqueològic de La Corunya. Fins hui s'hi han excavat un total de 36 construccions (unes tres quartes parts del total).
El conjunt (de 90 per 55 metres) està envoltat en tot el perímetre per un fossat i dos murs defensius, a excepció del costat est, on el pendent brusc del vessant actua com a defensa natural.
A més del recinte principal hi ha una zona coneguda com a barri extramurs al costat est, coincidint amb l'entrada al castre. Aquest segon conjunt està format per un gran habitatge ovalat, dues fonts amb desguàs i un forn circular que en el seu moment degué estar cobert per una volta.
Els habitatges són circulars o quadrangulars amb les cantonades arredonides, i destaquen per la seua grandària en comparació amb altres jaciments.
A pocs quilòmetres del lloc es troba el dolmen de Dombate.